# Kantonale Volksabstimmung «Bussengelder für Steuerrabatt!»
Die Kantonale Volksabstimmung «Bussengelder für Steuerrabatt!» war eine Volksabstimmung im Schweizer Kanton Luzern, die am 17. Mai 2009 stattfand. Inhalt der Abstimmung war, den Ertrag durch zukünftige Ordnungsbussen aus dem Strassenverkehr der Luzerner Bevölkerung als Steuerrabatt gutzuschreiben.

## Hintergründe und Inhalt
Auslöser der Volksabstimmung war eine von mehrheitlich aus SVP-Mitgliedern am 28. September 2007 eingereichte Volksinitiative, mit folgendem Inhalt:
«Der Kanton Luzern errichtet einen Sonderfonds ‹Bussengelder für Steuerrabatt›. In diesen Sonderfonds werden alle durch den Kanton Luzern und die Gemeinden erhobenen Ordnungsbussengelder gemäss Strassenverkehrsgesetz einbezahlt. Jeweils Ende Jahr wird der gesamte Betrag im Sonderfonds durch die Anzahl aller natürlichen Steuerpflichtigen im Kanton Luzern geteilt und der daraus entstehende Betrag pro Kopf jeder natürlichen steuerpflichtigen Person im Kanton Luzern jeweils jährlich als einmaliger Steuerrabatt gutgeschrieben. Der Sonderfonds ‹Bussengelder für Steuerrabatt› darf nicht zweckentfremdet werden. Die Kosten für die Erhebung der Ordnungsbussen dürfen nicht dem Steuerfonds ‹Bussengelder für Steuerrabatt› belastet werden.»
Am 26. Januar 2009 entschied sich der Luzerner Kantonsrat mit 86:18 Stimmen gegen die Initiative. Nach gesetzlicher Grundlage unterlag die Volksinitiative somit einer Volksabstimmung.

### Gründe des Initiativkomitee
Das Initiativkomitee war der Meinung, die im Kanton durchgeführten Verkehrskontrollen würden nicht mehr dem eigentlichen Sinn der Verkehrssicherheit dienen, sondern als Mittel eingesetzt werden, um mit den erwirtschaften Geldern aus den Ordnungsbussen die Kantonskasse aufzubessern. Die Polizei solle sich mehr auf mittlere und starke Verkehrsübertretungen wie Raserei konzentrieren, anstelle sich mittels zahlreicher Ordnungsbussen zu bereichern. Besonders der starke Anstieg an Ordnungsbussen im Jahr 2004 trug zu dieser Auffassung bei. In diesem Jahr wurden 145'150 Bussen zu 25.80 Franken ausgestellt, welche man durch Bussen an Bagatellverstösse eingetrieben hat, was kaum als Massnahme zur Verkehrssicherheit bezeichnet werden könne.

### Gegenargumente des Kantonsrat
Zum Vorwurf die Verkehrskontrollen würden nicht mehr dem Sinn der Verkehrssicherheit dienen, sondern um die Kantonskasse aufzubessern:
- Sie nicht nur notwendig, sondern nach Bundesrecht sogar Aufgabe des Kantons sind.
- Sie nach klaren Kriterien stattfinden, wie der Häufigkeit oder der Gefährlichkeit entsprechender Stellen, an denen sie durchgeführt werden. Auch besondere Zeiten oder Umstände wie Schulanfang sind Anlass zu Verkehrskontrollen.
- Ziel der Verkehrskontrollen seien zwar Exzesse im Strassenverkehr wie Raserei zu büssen, dabei aber auch zwangsläufig kleinere Vergehen in den Kontrollen bemerkt werden. Diese dann nicht konsequent auch zu büssen, würde zu einer Willkür führen und nicht dem Prinzip einer Gleichstellung entsprechen.
- Die Kosten der Verkehrskontrollen höher seien, als die Ertrag durch die Ordnungsbussen. So standen bei der Kantonspolizei 2004 Leistungskosten von rund 20 Millionen Franken einem Erlös von nur 12 Millionen gegenüber.

Zum Hohen Anstieg an Bussengelder per 2004:
- Dies eine Reaktion auf die bis 2003 steigende Anzahl von Verkehrsunfällen infolge Geschwindigkeitsübertretung mit tödlichen Folgen wurde gewesen sei, worauf man 2004 die Anzahl der Verkehrskontrollen gesteigert hat.
- Gleichzeitig wurde 2004 die Messtechnik modernisiert, wodurch eine genauere Geschwindigkeitsmessung möglich wurde.
- Die Kontrollen auch Forderung der Öffentlichkeit nach stärkeren Überwachung der Geschwindigkeitseinhaltung gewesen sei.
- Seit 2004 die Einnahmen an Bussengelder stagniert sind, obschon immer mehr Motorfahrzeuge unterwegs sind.

Zur Volksinitiative an sich:
- Eine Annahme der Initiative keine Auswirkung auf die Verkehrskontrollen an sich hätte. Auch weiterhin wäre es die vom Bund an den Kanton gerichtete Aufgabe Verkehrskontrollen zur Verkehrssicherheit durchzuführen.
- Der Steuerrabatt einen nur bescheidenen Betrag von rund 40 Franken pro Steuerzahler entsprechen würde. Demgegenüber stehe ein erhöhter administrativer Aufwand für die Gutschrift, der Anpassung, sowie der Änderung der Steuer-Software. Für die Vergütung des Steuerrabatts rechne man mit einem erhöhten Personalaufwand einer 50%-Stelle.
- Mit der gleichmässigen Begünstigung an Steuerrabatt unter der gesamten Bevölkerung auch jenigen profitieren würden, welche eine Ordnungsbussen zahlen mussten. Die Bussen könnten somit ihre Wirkung und den Zweck verlieren.
- Die Bevölkerung zwar einen Steuerrabatt gewährt bekommen würde, gleichzeitig aber ein notwendiger Anstieg der Steuern wahrscheinlich sei. Mit Annahme der Initiative würde die wichtigste Finanzierungsquelle der Verkehrskontrollen wegfallen, da der Initiativtext festlegt, dass «die Erhebung der Ordnungsbussen dürfen nicht dem Steuerfonds ‹Bussengelder für Steuerrabatt› belastet werden». Da die Verkehrskontrollen aber weiterhin stattfinden, müsse der Kostenaufwand zukünftig über die Steuern finanziert werden. Somit würde lediglich eine Umverteilung an Geldern stattfinden, die auch dem Steuerzahler nichts oder nur wenig bringen würden.

## Abstimmungsergebnis
Die Wahlbeteiligung lag zwischen 32 % im Amt Willisau und 42 % im Amt Luzern. Die Initiative wurde mit Werten zwischen 69 % im Amt Entlebuch und 74 % im Amt Sursee abgelehnt. Im Kantonalen Total wurde sie mit einem Durchschnitt von 72 % bei einer Wahlbeteiligung von 39 % abgelehnt.
| Amt       | Stimmbeteiligung | Ja (Anzahl) | Nein (Anzahl) | Ja (Prozent) | Nein (Prozent) | Annahme |
| --------- | ---------------- | ----------- | ------------- | ------------ | -------------- | ------- |
| Entlebuch | 34.12 %          | 1'374       | 3'066         | 30.95 %      | 69.05 %        | Nein    |
| Hochdorf  | 38.91 %          | 4'561       | 11'344        | 28.68 %      | 71.32 %        | Nein    |
| Luzern    | 42.42 %          | 12'987      | 33'908        | 27.69 %      | 72.31 %        | Nein    |
| Sursee    | 36.19 %          | 4'362       | 12'248        | 26.26 %      | 73.74 %        | Nein    |
| Willisau  | 31.70 %          | 2'751       | 7'546         | 26.72 %      | 73.28 %        | Nein    |
| Total (5) | 38.78%           | 26'035      | 68'112        | 27.65 %      | 72.35 %        | Nein    |